# Модель покладу

Petrel. Тривимірна геологічна модель (приклад).

Модель покладу геологічна (графічна) (рос. модель залежи (объекта разработки) геологическая (графическая); англ. geologic (graphic) model of a reservoir [exploitation target], нім. geologisches (graphishes) Modell n des Vorkommens (des Abbauobjektes)) — комплект геологічних схем, профілів, карт в ізолініях (та в інших видах), блок-діаграм і ін., що відображають на основі наявних вхідних даних максимально близьку до істинної характеристику покладу корисної копалини (початкову або в процесі розробки), його форму (форма рудного тіла, вугільних пластів, природного резервуара та пастки, умови залягання колекторів, положення водонафтового та газорідинних контактів і ін.) і властивості (властивості руд, вуглеводнів, порід-колекторів і порід, що містять їх, за пластових термобаричних умов, а також властивості покладу як сукупності цих складових).